# استونفورت، ایلینوی
استونفورت (به انگلیسی: Stonefort) یک روستا در ایالات متحده آمریکا است که در ایلینوی واقع شده‌است. استونفورت ۳٫۷۸ کیلومتر مربع مساحت و ۲۹۷ نفر جمعیت دارد.